# Xích
Đối với các định nghĩa khác, xem Xích(định hướng).

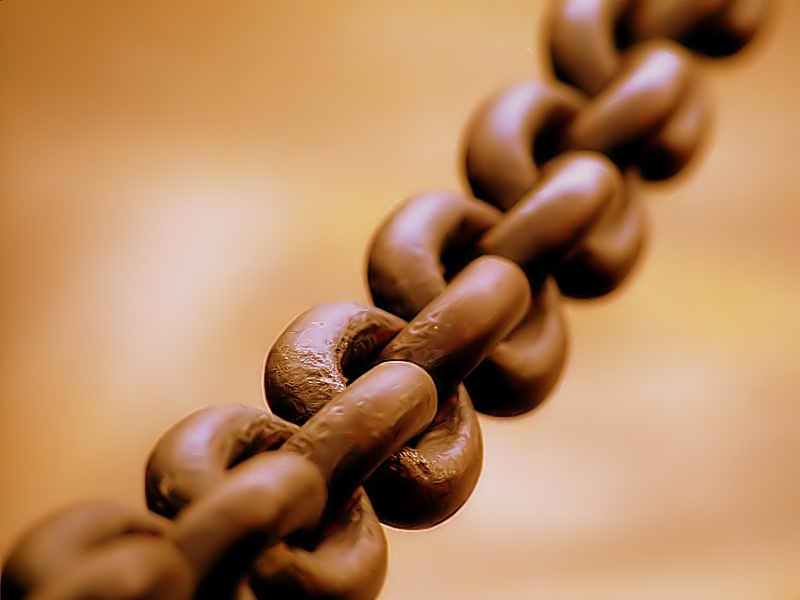
Một sợi dây xích kim loại

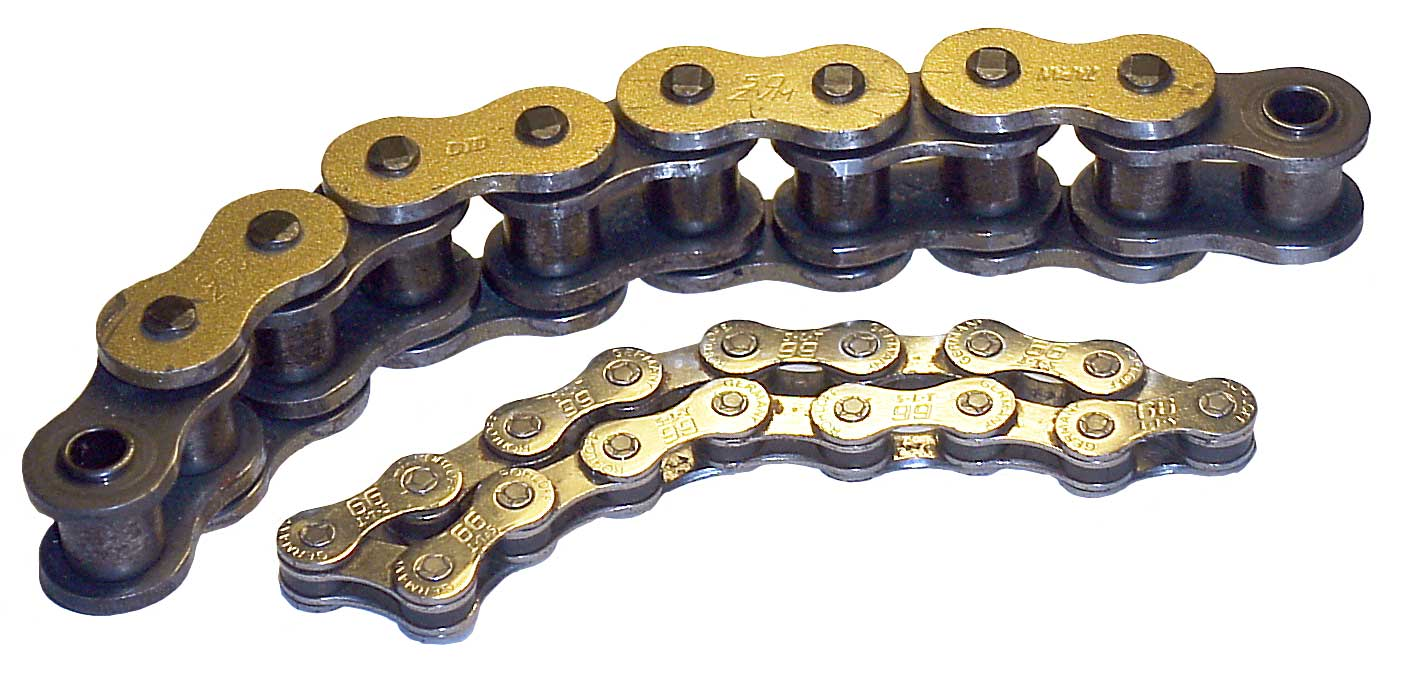
Xích xe

Sợi xích là một loạt những phần tử được nối liên kết với nhau, thông thường được làm bằng kim loại.

## Phân loại
Những dây xích thông thường có hai kiểu, tùy thuộc vào sự sử dụng:
- Kiểu thứ nhất là khi thiết kế để nâng vật lên, ví dụ như: khi sử dụng với một máy nâng kéo lên cao, hay để giữ an toàn, như với xích khoá một xe đạp, đó là những mối liên kết tạo bởi các vòng tròn móc vào nhau, kiểu này có thể xoay trở linh hoạt cả hai chiều theo sợi xích.
- Kiểu thứ hai là khi thiết kế cho sự truyền lực trong các máy móc. Các máy đó được thiết kế có các liên kết theo kiểu bánh răng hoặc đĩa xích, kiểu này chỉ xoay trở linh hoạt theo một chiều theo sợi xích. Chúng bao gồm các trụ lăn và các má xích liên kết với nhau.

Xích còn có thể được sử dụng để trang trí trên các đồ nữ trang.

## Sử dụng Xích
Các kiểu sử dụng cơ bản của xích bao gồm:
- Xích Xe đạp, dây xích mà truyền lực đẩy từ bàn đạp đến bánh xe. tạo thành lực đẩy cho xe chuyển động
- Xích móc cẩu, sử dụng các xích bằng thép được tôi luyện để nâng vật.
- Đồ kim hoàn, các kiểu xích được dùng cho các máy thiết bị công nghiệp như: băng tải, độnh cơ điện, máng khí động, dây curoa, máy bơm công nghiệp, máy nén khí, quạt công nghiệp, thiết bị lọc bụi, các loại vòng bi, máy phát điện và các thiết bị khác... được trang trí kiểu xích làm bằng vàng hoặc bạc